# KNXV-TV

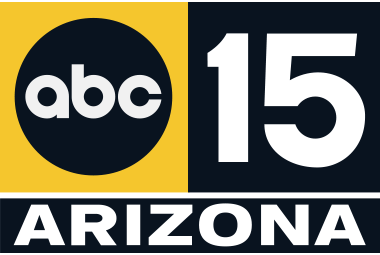

KNXV-TV（第15頻道）是一家位於亞利桑那州菲尼克斯的電視台，與ABC聯盟。該台於1979年成立，是菲尼克斯地區的第二家獨立電視台，當時提供ON TV (TV network)的部分時間收費電視節目。KNXV-TV最初由新電視公司擁有，該公司在啟用之前曾嘗試設立該台近五年。1985年，E. W. Scripps Company的廣播部門Scripps-Howard Broadcasting收購了KNXV-TV。1986年，第15頻道與Fox建立聯盟，成為市場上的主要獨立電視台之一，是Fox的主要聯盟之一。1994年，Fox宣布與New World Communications達成多城市聯盟協議，包括菲尼克斯當時的CBS聯盟台KSAZ-TV，以及其他主要市場中的幾個CBS聯盟台。CBS表示有意與Scripps在其他城市的ABC聯盟台建立聯盟，Scripps利用此機會促使ABC將其菲尼克斯的聯盟從市場領導KTVK轉移至KNXV-TV，自1995年1月起生效。
在轉換公告發布時，該台已經在籌備本地新聞部門，並於1994年8月1日播出了首個新聞節目；News 15在早期獲得好評，但在1990年代末和2000年代初期評分和質量有所下滑。新聞部門後來有所恢復，擴大了本地新聞節目的數量，並獲得了三次喬治·福斯特·皮博迪獎。2019年，Scripps收購了第二家菲尼克斯電視KASW（第61頻道），該台曾為菲尼克斯的CW聯盟台。CW聯盟曾短暫轉移至KNXV-TV的一個子頻道，以便第61頻道播出亞利桑那土狼的冰球比賽。兩台共享位於菲尼克斯東側44街的演播室；KNXV-TV的發射器設在South Mountains (Arizona)上。其信號通過低功率Broadcast relay station網絡在亞利桑那州北部進行中繼。

## 官方網站
- 官方網站 （页面存档备份，存于）